# SEN
Pour les articles homonymes, voir Sen.
SEN, de son vrai nom Philippe Sennwald, est un dessinateur humoristique suisse né le 24 septembre 1966 à Lausanne.

## Biographie
Après une formation de dessinateur technique, SEN suit les cours du soir en bande dessinée à l’École Professionnelle des Arts Contemporains (EPAC) dans le canton du Valais.

### Dessinateur de presse
Il débute en 1993 comme dessinateur de presse pour Le Courrier, magazine patronal vaudois. Il y dessine jusqu’en 1995,. Puis, de 2007 à 2017 il est le dessinateur de presse attitré au Journal de Morges.

### Séries

#### Agulhon Noël
Après son passage au magazine Le Courrier, il crée la série Agulhon Noël, comic strip publiés de 1997 à 1999 dans le quotidien suisse 24 Heures et quatre hebdomadaires au Québec.

#### Les Pensées du Chien
Il conçoit en 1999 une nouvelle série Les Pensées du Chien, scénarisée par les humoristes belges Les Frères Taloche. Les vignettes sont diffusées jusqu'en 2009 dans huit journaux dont TV8 pour la Suisse romande et CinéTéléRevue pour la Belgique. 

#### Luchien
En collaboration avec Bruno Taloche et les Studios belges Animaticks, SEN est l’auteur du dessin animé en images de synthèse 3D intitulé Luchien. La série est diffusée depuis le 10 novembre 2013 sur la RTBF, puis sur 13 autres chaines de télévision.

### Bande dessinée

#### Taratatin
L'année des 75 ans de Tintin, il revisite l'œuvre en créant Taratatin. Ces ouvrages parodiques ont été produits entre 2004 et 2012 en tirage limité, et l'ont été en accord avec les ayants droit d'Hergé. Néanmoins, depuis 2012, l'accord d'autorisation n'ayant pas été renouvelé, il n'y a pas de suite possible.

### Autres œuvres
En 2006, il réalise la couverture et les illustrations du livre du conseiller d'état Pascal Broulis. Plus de 12 000 exemplaires du petit Broulis illustré furent vendus.

## Expositions
Depuis 1997, et à plusieurs reprises, l'œuvre de SEN a été exposée principalement en Suisse Romande. On peut par exemple citer :
- En 2005, une exposition « Quinze ans sur Sen », consacrée à l'ensemble du travail de SEN se tenait au Centre Patronal à Paudex. On y trouvait entre autres les comic strips d'Agulhon Noël[4],[11].
- À Noël 2007, c'est au centre des Congrès de Montreux, que SEN présente ses dessins. C'est logiquement, et en phase avec la thématique du moment, que Agulhon Noël, le vrai Père Noël se retrouve au centre de l'exposition[12].
- À l'automne 2010, en plus d'une revue des dessins de presse de SEN, les visiteurs de la Maison du Dessin de Presse à Morges ont la possibilité de découvrir les premières images du dessin animé Luchien[13].

En 2008, SEN franchit la barrière de Rösti et se retrouve au musée de la caricature et du dessin humoristique de Bâle. Cette exposition collective lui permet d'exhiber ses dessins sur le thème de Noël.
En janvier 2018, la Ville de Morges l’expose dans son hôtel de ville « Espace 81 » afin de retracer ses 10 ans de dessins de presse au Journal de Morges,,.

### Séries

#### Agulhon Noël
- Longue soirée d’hiver, éditions DMP, 1998,  (ISBN 2-9700184-0-3)
- Noël temporaire, éditions Paquet, 2002,  (ISBN 2-940199-93-0)
- Explorator 1, éditions du Tricorne, 2005,  (ISBN 2-8293-0286-9)
- Explorator 2, éditions du Tricorne, 2006,  (ISBN 2-8293-0292-3)
- Père Noël 10, éditions du Tricorne, 2008,  (ISBN 978-2-8293-0301-2)

#### Les Pensées du Chien
- Pensées existentielles, éditions Alain Beaulet, 2002,  (ISBN 2-905231-43-2)
- Première nichée, éditions du Tricorne, 2007,  (ISBN 978-2-8293-0299-2)
- Seconde nichée, éditions du Tricorne, 2008,  (ISBN 978-2-8293-0300-5)
- Devant l’écran, éditions du Tricorne, 2009,  (ISBN 978-2-8293-0308-1)

### Bande dessinée

#### Taratatin(parodie Tintin, tirage limité)
- Le trésor de Radin Le Vert, éditions du Radock, 2004
- Les Cent dalles du Pharaon, éditions du Radock, 2007
- Vol 417 pour New York, éditions du Radock, 2012

### Divers
- 15 ans sur Sen (entretiens par Greg Montangero)[11], éditions Publi-Libris, 2005,  (ISBN 2-940251-24-X)
- Le Petit Broulis illustré, éd. Presse du Belvédère, Sainte-Croix 2006,  (ISBN 2-88419-089-9)
- Birdy Tout est possible, éditions Paquet, 2006,  (ISBN 2-88890-043-2)
- L’actu souriante de la vie d’ici, éditions Tamedia Publications Romandes, 2014,  (ISBN 978-2-8399-1418-5)
- Ola la vache - Le trou de mémoire, éditions d’acôté, 2016  (ISBN 978-2-9701045-51)